# Liste der denkmalgeschützten Objekte in Steinberg am Rofan
Die Liste der denkmalgeschützten Objekte in Steinberg am Rofan enthält die denkmalgeschützten, unbeweglichen Objekte der Gemeinde Steinberg am Rofan.

## Denkmäler
| Foto |                 | Denkmal                                                                                        | Standort                                                   | Beschreibung | Metadaten |
| ---- | --------------- | ---------------------------------------------------------------------------------------------- | ---------------------------------------------------------- | --- | --- |
| ja   | Datei hochladen | Schwarzenbachkapelle HERIS-ID: 90177 Objekt-ID: 104858 TKK: 15489                              | Steinberg am Rofan 82 Standort KG: Steinberg               | In der offenen Feldkapelle befindet sich eine Statue des Christus im Grabe aus dem 18. Jahrhundert. | BDA-Hist.: Q37745346 Status: § 2a Stand der BDA-Liste: 2025-06-30 Name: Schwarzenbachkapelle GstNr.: 261/1                                                   |
| ja   | Datei hochladen | Bildstock HERIS-ID: 90162 Objekt-ID: 104841 TKK: 15491                                         | Standort KG: Steinberg                                     | Der gemauerte Nischenbildstock mit geradem Chorschluss und flachem, schindelgedecktem Satteldach stammt aus der zweiten Hälfte des 19. Jahrhunderts. In der vergitterten Rundbogennische befindet sich ein Kruzifix. | BDA-Hist.: Q37745277 Status: § 2a Stand der BDA-Liste: 2025-06-30 Name: Bildstock GstNr.: 279/1                                                              |
| ja   | Datei hochladen | Silberwaldkapelle HERIS-ID: 90163 Objekt-ID: 104842 TKK: 15490                                 | Steinberg am Rofan 110, in der Nähe Standort KG: Steinberg | Der gemauerte Nischenbildstock mit geradem Chorschluss und offener Vorhalle unter steilem Satteldach wurde 1988 anstelle eines Vorgängerbaus aus der ersten Hälfte des 19. Jahrhunderts errichtet. Das Giebelfeld zeigt die Malerei einer von Engeln gehaltenen Monstranz. In der vergitterten Rundbogennische befindet sich eine Marienskulptur. | BDA-Hist.: Q37745310 Status: § 2a Stand der BDA-Liste: 2025-06-30 Name: Silberwaldkapelle GstNr.: 84/2                                                       |
| ja   | Datei hochladen | Kath. Pfarrkirche hl. Lambert und Friedhof HERIS-ID: 55934 Objekt-ID: 64846 TKK: 15480, 115730 | Steinberg am Rofan 2, in der Nähe Standort KG: Steinberg   | Eine erste Kirche wurde 1196 urkundlich erwähnt. Eine gotische Kirche wurde 1434 geweiht, 1681 neu- und 1737 umgebaut. Der barocke Saalbau mit gotischem Kern und gotischem Nordturm weist ein ungegliedertes Äußeres mit fünfseitigem Chorschluss auf. Der sechsjochige Innenraum ist mit einer Spitzkappentonne und Pilastern versehen und mit Stuckaturen und Fresken versehen, die um 1737 geschaffen wurden und im Chor die Verherrlichung Mariens vor der Dreifaltigkeit und die hll. Petrus, Paulus und Lambert, im Schiff die Taufe Christi, den hl. Georg und die hl. Familie darstellen. | BDA-Hist.: Q38068884 Status: § 2a Stand der BDA-Liste: 2025-06-30 Name: Kath. Pfarrkirche hl. Lambert und Friedhof GstNr.: 87 Pfarrkirche Steinberg am Rofan |